# Лазиська (Сташовський повіт)
Лазиська (пол. Łaziska) — село в Польщі, у гміні Сташув Сташовського повіту Свентокшиського воєводства.
Населення — 162 особи (2011).
У 1975-1998 роках село належало до Тарнобжезького воєводства.

## Демографія
Демографічна структура на день 31 березня 2011 року:
|          | Загалом | Допрацездатний вік | Працездатний вік | Постпрацездатний вік |
| -------- | ------- | ------------------ | ---------------- | -------------------- |
| Чоловіки | 86      | 17                 | 57               | 12                   |
| Жінки    | 76      | 13                 | 38               | 25                   |
| Разом    | 162     | 30                 | 95               | 37                   |